# Abbrewiator
Abbrewiatorowie – sekretarze lub notariusze w kancelarii papieskiej, a także urzędnik soborowy.
Pierwsze informacje o tej funkcji pochodzą z początku XIV wieku. Za czasów papieża Pawła II urząd był zniesiony. W późniejszym okresie po przywróceniu urzędu abbrewiatorowie honorowani byli prałaturą. Przykładem urzędnika soborowego, pełniącego funkcję przełożonego abbrewiatora na soborze w Bazylei był późniejszy papież Pius II, który jeszcze jako Eneasz Silvius był tytułowany (łac.) Abbreviator major.